# Abdoulaye Diack
Pour les articles homonymes, voir Diack.
Abdoulaye Diack (1933-2009) est un homme politique sénégalais qui fut directeur d'une société d'État, la Régie des transports du Sénégal (RTS), Secrétaire d'État, député-maire de Kaolack, premier questeur à l'Assemblée nationale, président du Conseil régional de Kaolack et premier président du Sénat. Membre influent du Parti socialiste (PS) sous les présidences de Senghor et surtout de Abdou Diouf, il rejoint le Parti démocratique sénégalais (PDS) du  président Abdoulaye Wade au moment de l'alternance politique de 2000.

## Biographie
Abdoulaye Diack est né à Kaolack le 7 avril 1933.
Le 6 juin 1968 Léopold Sédar Senghor le nomme Secrétaire d’État à la Présidence de la République chargé de l’Information. Il conserve ce poste jusqu'à ce que Abdou Diouf, nommé Premier ministre, forme le nouveau gouvernement le 28 février 1970.
Lorsque le Sénat est créé en janvier 1999, Abdoulaye Diack en est le premier président. Il le reste jusqu'à la dissolution de la chambre haute en 2001.
Son ralliement au Parti démocratique sénégalais (PDS) au moment de l'alternance crée la surprise. Mis en cause dans une affaire de détournement de fonds publics, il reconnaît les faits, mais se disculpe en affirmant l'avoir fait dans l'intérêt des Kaolackois.
Décédé le 11 décembre 2009 à Dakar, à l'âge de 76 ans, des suites d'une longue maladie, il a été inhumé à Yoff.